# Концерт для фортепіано з оркестром (Шуман)
Концерт для фортепіано з оркестром (нім. Klavierkonzert) ля мінор op. 54 Роберта Шумана — один з найвідоміших романтичних концертів для фортепіано з оркестром. Був завершений 1845 року. Концерт присвячений Фердинандові Гіллеру.

## Історія створення та виконання
У попередні роки Шуман робив спроби писати у жанрі фортепіанного концерту: 1828 року він починав концерт мі-бемоль мажор, у 1829–1831 роках працював над концертом фа-мажор; 1839 року написав одну частину концерту ре мінор. Жодний з цих творів не було закінчено.
1841 року Шуман написав Фантазію для фортепіано з оркестром. За пропозицією своєї дружини, піаністки Клари Шуман, 1845 року він доповнив Фантазію ще двома частинами: інтермецо та фіналом. Ці три частини і склали Концерт для фортепіано з оркестром ля мінор.
Вперше концерт був виконаний у Лейпцизі 1 січня 1846 року. Партію фортепіано виконала Клара Шуман, диригував Фердинанд Гіллер.
Потому Шуман написав іще два твори для фортепіано з оркестром: Інтродукцію та Allegro appasionato (op. 92) й Інтродукцію та Концертне алегро (op. 134).

## Склад оркестру
Дерев'яні духові
- 2 флейти
- 2 гобої
- 2 кларнети
- 2 фаготи

Мідні духові
- 2 валторни
- 2 труби

Ударні
- Литаври

Струнні смичкові
- I та II скрипки
- Альти
- Віолончелі
- Контрабаси

## Музичний зміст
Твір складається з трьох частин:
1. Allegro affetuoso (ля мінор)
2. Інтермецо. Andantino grazioso (фа мажор)
3. Allegro vivace (ля мінор)